# EgyptAir Cargo

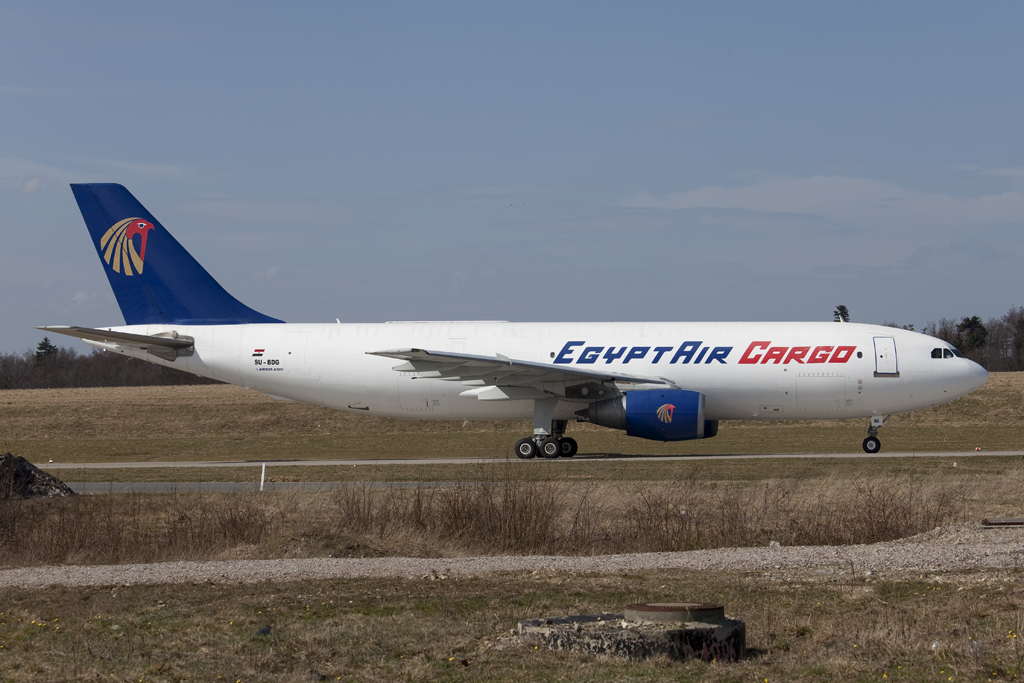
Airbus A300 авіакомпанії EgyptAir Cargo

EgyptAir Cargo — єгипетська вантажна авіакомпанія, дочірня компанія національного перевізника Єгипту EgyptAir. Базується в міжнародному аеропорту Каїра і виконує регулярні і чартерні вантажні рейси. Володіє флотом з чотирьох Airbus A300, а також організовує перевезення вантажів у багажних відсіках літаків материнської компанії.

## Флот
У листопаді 2014 року EgyptAir Cargo експлуатувала наступні літаки:

## Маршрутна мережа
Станом на липень 2014 року EgyptAir Cargo здійснює рейси в наступні пункти призначення:
Бельгія
- Остенде — Міжнародний аеропорт Остенде-Брюгге

Німеччина
- Кельн — Міжнародний аеропорт Кельн/Бонн
- Франкфурт — Аеропорт Франкфурт-Хан

Єгипет
- Каїр — Міжнародний аеропорт Каїра — Хаб

Італія
- Мілан — Аеропорт Мілан Мальпенса

Кенія
- Найробі — Міжнародний аеропорт імені Джомо Кеніати

Об'єднані Арабські Емірати
- Шарджа — Міжнародний аеропорт Шарджа

Судан
- Хартум — Міжнародний аеропорт Хартума

Туреччина
- Стамбул — Міжнародний аеропорт імені Ататюрка

Уганда
- Ентеббе — Міжнародний аеропорт Ентеббе

Ефіопія
- Аддіс-Абеба — Міжнародний аеропорт Боле

## Ключові показники діяльності
| Показник                                | 2008    | 2009  | 2010  | 2011  | 2012    |
| --------------------------------------- | ------- | ----- | ----- | ----- | ------- |
| Перевезено вантажів і пошти (тис. тонн) | 186     | 168   | 198   | 184   | 203     |
| Оборот (E£ млн.)                        | 962     | 573   | 596   | 603   | 652     |
| Операційний прибуток (E£ млн.)          | 73      | 80    | 49    | 18    | 75      |
| Число співробітників                    | > 1 000 | —     | —     | —     | > 1 400 |
| Розмір флоту                            | 4       | 4     | 4     | 4     | 4       |
| Джерело                                 | [ 5 ]   | [ 6 ] | [ 7 ] | [ 8 ] | [ 9 ]   |